# 小行星10478
小行星10478（10478 Alsabti）是一颗绕太阳运转的小行星，为主小行星带小行星。该小行星于1981年11月24日发现。

## 轨道参数
小行星10478的轨道半长轴为2.9957826 UA，离心率为0.094。